# Liste des massacres en Belgique
- (en) Cet article est partiellement ou en totalité issu de l’article de Wikipédia en anglais intitulé « List of massacres in Belgium » (voir la liste des auteurs).

C'est une liste des massacres qui ont eu lieu dans le territoire couvert par l'actuelle Belgique.
| Nom                                 | Date             | Lieu                        | Province                                                              | Morts             | Notes |
| ----------------------------------- | ---------------- | --------------------------- | --------------------------------------------------------------------- | ----------------- | --- |
| Génocide contre les Éburons         | 53 BC            | Belgique                    |                                                                       | Inconnu           | Annihilation de la tribu des Éburons par les forces romaines menées par Jules César. Selon la Guerre des Gaules, "Il voulait...annihiler la race des Éburons et même le nom lui-même."                                                                                          |
| Matines de Bruges                   | 18 mai 1302      | Bruges                      | Province de Flandre-Occidentale                                       | 2 000             | Massacre de la garnison française de Bruges par des milices flamandes durant la Guerre de Flandre |
| Sac de Dinant                       | août 1466        | Dinant                      | Province de Namur                                                     | 800               | La fronde dinantaise envers Philippe le Bon, Duc de Bourgogne, est brisée par son fils le Comte de Charolais, futur Charles le Téméraire, à la tête d'une armée de 30 000 hommes. Dinant est détruite, 800 dinantais sont noyés dans la Meuse.                                  |
| Sac de Malines                      | 2 octobre 1572   | Malines                     | Province d'Anvers                                                     | Inconnu           | Sac et massacre de citoyens dans la ville de Malines par des soldats espagnols après la chute de la ville durant la Guerre de Quatre-Vingts Ans. |
| Sac d'Anvers                        | 4 novembre 1576  | Anvers                      | Province d'Anvers                                                     | 7 000             | Massacre de citoyens et de milices d'Anvers par des soldats espagnols renégats après la chute de la ville durant la Guerre de Quatre-Vingts Ans. |
| Bombardement d'Anvers               | 27 octobre 1830  | Anvers                      | Province d'Anvers                                                     | 85                | Bombardement de la ville par les forces armées du royaume uni des Pays-Bas dans le contexte des combats d'Anvers et de la guerre belgo-néerlandaise, qui fait suite à la révolution belge.                                                                                      |
| Fusillade de Mons                   | 17 avril 1893    | Mons                        | Province de Hainaut                                                   | 7                 | La Garde civique tire sur des grévistes manifestant pour le suffrage universel durant la grève générale de 1893. |
| Massacre d'Aarschot                 | 19 août 1914     | Aarschot                    | Province de Brabant                                                   | 156               | Massacre de civils belges en punition collective par les troupes allemandes durant la Première Guerre mondiale |
| Massacre d'Andenne                  | août 1914        | Andenne                     | Province de Namur                                                     | 211               | Massacre de civils belges par les troupes allemandes en punition collective durant la Première Guerre mondiale |
| Massacre de Sambreville             | 21 août 1914     | Sambreville                 | Province de Namur                                                     | 384               | Massacre des civils belges par des soldats allemand en réponse aux attaques des Franc-tireur durant la Première Guerre mondiale |
| Sac de Dinant                       | 23 août 1914     | Dinant                      | Province de Namur                                                     | 674               | Massacre de civils belges par des soldats allemands durant la Première Guerre mondiale |
| Massacre de Louvain                 | 25 août 1914     | Louvain                     | Province de Brabant                                                   | 248               | Viol de la Belgique : Massacre de civils belges des soldats allemands déchainés durant la Première Guerre mondiale |
| Massacre de Vinkt                   | 25 mai 1940      | Vinkt                       | Province de Flandre-Orientale                                         | 86-140            | Massacre de civils belges durant la Campagne des 18 jours. |
| Tuerie de Courcelles                | 18 août 1944     | Courcelles                  | Province de Hainaut                                                   | 20                | Massacre de civils belges par des collaborateurs rexistes en représailles pour le meurtre d'un politicien par la résistance. |
| Bombardement du cinéma Rex d'Anvers | 16 décembre 1944 | Anvers                      | Province d'Anvers                                                     | 567               | 567 personnes qui assistaient à une projection dans un cinéma d'Anvers sont tuées par le tir de missile le plus meurtrier de la Seconde Guerre mondiale, réalisé par une unité (abteilung) de la Waffen-SS stationnée à Hellendoorn.                                            |
| Massacre au carrefour de Baugnez    | 17 décembre 1944 | Baugnez (près de Malmedy)   | Province de Liège                                                     | 84                | Massacre de soldats américains capturés par des troupes SS dirigées par Joachim Peiper durant la bataille des Ardennes. |
| Massacre de Wereth                  | 17 décembre 1944 | Wereth                      | Province de Liège                                                     | 11                | Torture et meurtre de prisonniers de guerre afro-américains par des troupes allemandes durant la bataille des Ardennes |
| Massacre de Bande                   | 24 décembre 1944 | Bande                       | Province de Luxembourg                                                | 34                | 34 hommes, âgés de 17 à 32 ans, sont abattus par des hommes du SD durant la bataille des Ardennes. |
| Massacre de Chenogne                | 1er janvier 1945 | Chenogne                    | Province de Luxembourg                                                | 60                | Massacre de prisonniers de guerre allemands par des soldats américains en représailles du massacre de Malmedy durant la Bataille des Ardennes. |
| Fusillade de Grâce-Berleur          | 30 juillet 1950  | Grâce-Berleur               | Province de Liège                                                     | 4                 | La gendarmerie tire sur des manifestants durant la Question Royale. |
| Tueries du Brabant                  | 1982-1985        | Belgique                    | Province de Brabant Province de Flandre-Orientale Province de Hainaut | 28                | Bande criminelle organisant des braquages meurtriers dans et autour de la province du Brabant. |
| Tuerie de Termonde                  | 23 janvier 2009  | Saint-Gilles-lez-Termonde   | Province de Flandre-Orientale                                         | 3                 | Attaque dans une crèche par un individu. 12 personnes furent aussi blessées dans l'attaque. |
| Tuerie de Liège                     | 13 décembre 2011 | Liège                       | Province de Liège                                                     | 6                 | Attentat au fusil et à la grenade sur des civils par un individu. 125 personnes furent aussi blessées. |
| Attentats de Bruxelles              | 22 mars 2016     | Zaventem Ville de Bruxelles | Province du Brabant flamand Région de Bruxelles-Capitale              | 32 (+3 kamikazes) | Trois explosions de bombe à clous coordonnées par cinq kamikazes: deux à l'aéroport de Bruxelles, et une à la station de métro Maalbeek. Responsabilité revendiquée par l'État islamique en Irak et au Levant (EIIL). 340 personnes furent aussi blessées durant les attentats. |